# 千尋
千尋是美国国旗歌手比莉·艾利殊的歌曲，出自她的第三张录音室专辑溫柔重擊。于2024年5月17日通过Darkroom和新視鏡唱片发行。该歌曲是艾利什和她哥哥菲尼亞斯·奧康奈爾创作的，他也是该歌曲的制作人，该歌曲在专辑中排列為第三首歌曲。

## 背景及發佈

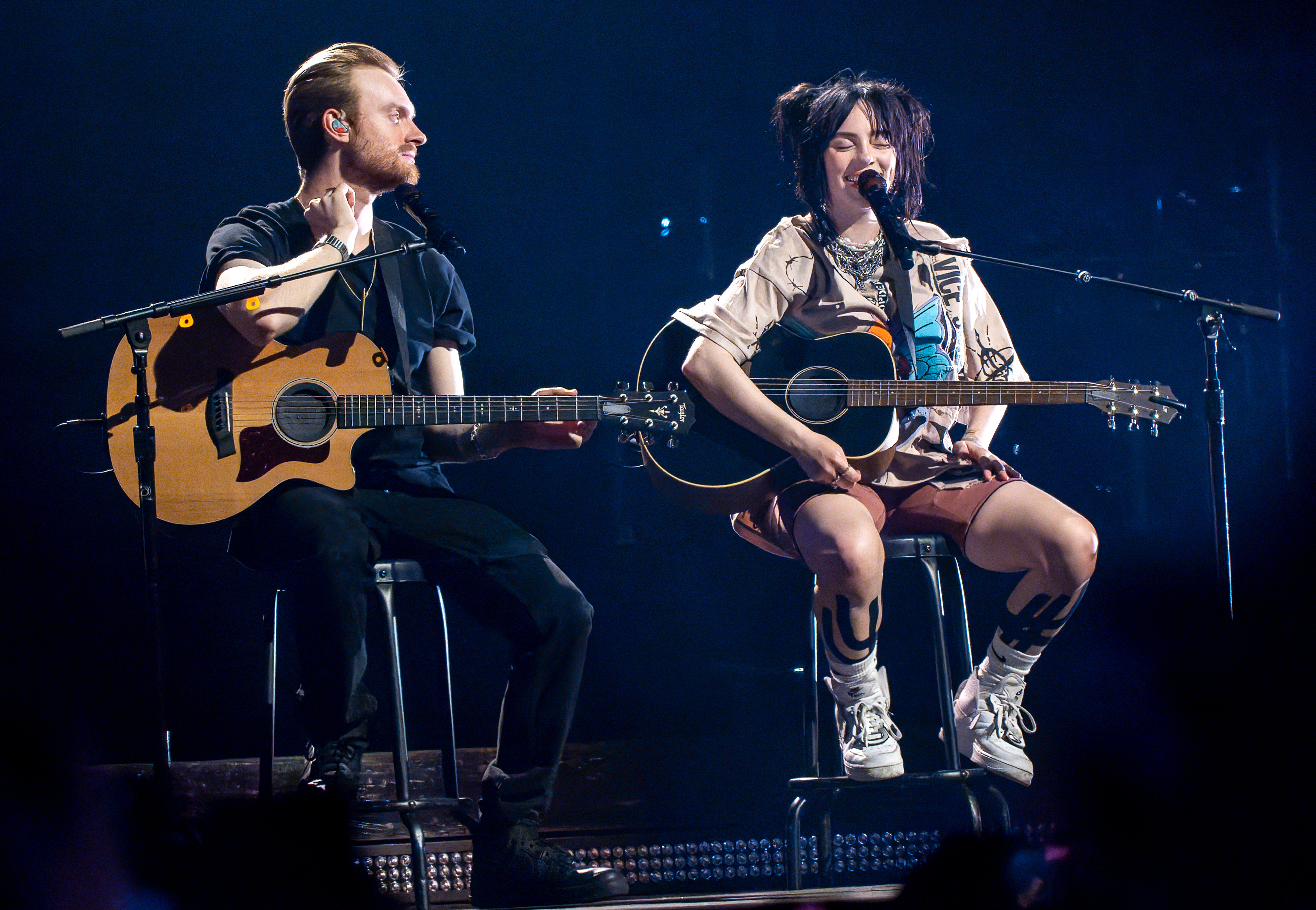
正在演出的比莉·艾利什和哥哥菲尼亞斯，攝於2022年6月

2024年4月12日，在接受Apple Music主播贊恩·儸采访时，艾利什透露了一段时长15秒的歌曲預告，摘自她的第三张录音室专辑溫柔重擊。这首歌的名字叫《千寻》，指的是2001年吉卜力工作室動畫电影《千与千寻》的主角。千尋、午餐和L'Amour de Ma Vie三首歌曲一同在2024年科切拉音乐节上进行了预演。2024年5月10日，艾利什通过Fortnite Festival在Fortnite Festival的YouTube频道上发布了一首时长49秒的歌曲片段，经证实这首歌将作为Fortnite Festival第3季的背景音軌。千尋是專輯溫柔重擊中的第三首歌曲，歌曲連同專輯于2024年5月17日通过Darkroom和新視鏡唱片同步发行。这首歌由艾利什和她的哥哥菲尼亞斯在家鄉洛杉磯共同创作並錄製，菲尼亚斯也是这首歌的制作人。在接受《滚石》杂志記者安吉·马托西奥（Angie Martoccio）采访时，艾利什表示：
|  | 這首歌大致上的内容是根據那部電影，那是我最喜歡的電影之一。這是從她的角度來看的，與我的觀點混合在一起。那部電影的視覺效果是有史以來最好的——吉卜力工作室的一切都令人難以置信。 |

她还说道：
|  | 這是洪水過後火車在水中的所有視覺效果，看起來就像是有火車軌道的海洋。我剛看了《千與千尋》，芬尼亞斯創作了那首曲子。我喜歡那部電影。我已經看過很多次了。 |

5月15日，艾利什和芬尼亚斯在纽约布鲁克林的巴克萊中心举办了专辑发行前的免费试听派对，由美國運通主办。5月16日，他們与Snapchat合作在加州英格尔伍德的論壇體育館又举办了一次免费试听派对。

## 作曲及歌词
艾利什通过歌词唱出了迷失与被找到的感觉，让人想起了千与千寻中的角色——千尋。

## 表现
专辑于2024年5月17日发行后，千尋就在Billboard Global 200排行榜上首次亮相就在榜上排名第六。歌曲另外在告示牌百大單曲榜单曲榜上排名第12、美国热门摇滚与另类歌曲榜上排名第三和在英國單曲排行榜中排名第七。

## 音乐视频
2024年6月5日，艾利什在社交媒体上分享了一段她在走廊上奔跑的短视频，该视频由此预告了千尋的音乐视频。该片于6月6日西岸时间上午9点在艾莉什的YouTube Vevo频道首播。艾利什执导了该音乐视频，并与納特·沃爾夫联袂主演。